# Copacabana (locale)
Il Copacabana (conosciuto anche con il nome The Copa) è un famoso nightclub di New York. Molti intrattenitori, come ad esempio Danny Thomas e il duo comico Martin and Lewis, calcarono il suo palcoscenico. La canzone del 1978 di Barry Manilow Copacabana (At the Copa) fu chiamata così in onore del club, e parte della canzone del 2003 dei Yerba Buena Guajira è ambientata in questo locale. Il Copacabana ha inoltre ospitato ed appare in vari film, fra questi Quei bravi ragazzi, Toro scatenato, Tootsie, Carlito's Way, Beyond the Sea, Green Book e The Irishman.

## Storia
Il club aprì il 10 novembre del 1940 al numero 10 east della sessantesima Strada di New York City. Sebbene il proprietario ufficiale del locale fosse Monte Proser, egli aveva un socio molto potente: il boss mafioso Frank Costello. Costello delegò l'incarico di amministratore a Jules Podell, ed in pochi anni Proser venne buttato fuori, dando così a Podell l'esclusiva sul Copacabana.
Di origini russe, Podell fece fortuna grazie a Costello e mantenne il posto di direttore del Copacabana fino al suo decesso nel 1973.
Sua figlia, Mickey Podell-Raber, ha scritto un libro intitolato "The Copa: Jules Podell and the hottest club north of Havana", contenente storie e fotografie riguardanti suo padre e la vita al famoso club.
Podell seguiva una politica fortemente razzista. Nel 1944 Harry Belafonte, che allora militava nella marina statunitense, fu cacciato e interdetto dal locale a causa del colore della pelle; ma in seguito Podell fu persuaso a cambiare politica, e Belafonte poté tornare negli anni cinquanta come artista principale del club.
Il locale fu anche il trampolino di lancio della coppia Dean Martin e Jerry Lewis. Frequentarono il palco del club assiduamente fino al 25 luglio del 1956, quando fecero l'ultimo spettacolo al Copa.
Questo nightclub è anche tristemente noto per l'incidente avvenuto la sera del 16 marzo del 1957 che coinvolse dei giocatori dei New York Yankees. Quella sera Mickey Mantle, Whitey Ford, Hank Bauer, Yogi Berra, Johnny Kucks e Billy Martin insieme alle mogli andarono al Copacabana per festeggiare il compleanno di Billy Martin. Sul palco si stava esibendo Sammy Davis, Jr., quando avvenne che un gruppo di clienti, evidentemente ubriachi, cominciarono ad insultare con offese di stampo razzista il cantante; questo comportamento irritò i giocatori, soprattutto Billy Martin, compagno di stanza di Elston Howard, il primo giocatore afroamericano a giocare negli Yankees. La tensione crebbe fino allo scontro, finendo il giorno dopo su tutte le prime pagine dei giornali. Vari giocatori vennero sanzionati, e Bauer venne denunciato da un cliente per aggressione aggravata, risultando poi innocente.
A metà degli anni settanta, dopo essere stato chiuso per tre anni a causa del decesso del proprietario, il Copa divenne una discoteca.
Nel 1992 l'allora proprietario Peter Dorn spostò il Copacabana dalla sede originale nella 60ma Strada, al numero 617 west della 57ma Strada di New York. Dorn motivò il trasferimento accusando il proprietario del palazzo Nicola Blase di averlo minacciato a causa della clientela ispanica.
Nel 2001 il club fu nuovamente costretto a spostarsi nella 34ma Strada e Eleventh Avenue di Manhattan, quando il proprietario del palazzo non rinnovò il contratto per costruire sul sito un grattacielo di uffici. Da allora il club offre più che altro Salsa e Hip Hop.
Il 20 gennaio del 2007 il club annunciò un ulteriore trasferimento dal 1º luglio a causa di un allargamento della linea metropolitana. Il 30 giugno il club presentà la serata d'addio con uno spettacolo capitanato dall'orchestra portoricana "El Gran Combo". I proprietari pianificarono la riapertura del locale non appena trovata una nuova sede.
Il 12 giugno del 2011 il club riaprì al pubblico in Times Square al 268 ovest della 47ma Strada di New York. Attualmente si trova al numero 625 Ovest della 51ma Strada. Il primo artista ad esibirsi nella nuova ubicazione è stato il musicista di salsa apprezzato in tutto il mondo Willie Colón.

## Artisti
- Frank Sinatra
- Bobby Darin
- Dean Martin
- Sammy Davis Jr.
- Jackie Gleason
- Jerry Lewis
- Peggy Lee
- Lena Horne
- The Supremes
- Ella Fitzgerald
- Tony Bennett
- Nat King Cole
- Jimmy Durante
- Billy Eckstine
- Buddy Hackett
- Joe E. Lewis
- Johnnie Ray
- Della Reese
- Billy Daniels
- Danny Thomas
- Jack E. Leonard
- Sophie Tucker
- Wayne Newton
- Julie Wilson
- Tony Orlando
- Carmen Miranda
- Tommy Dorsey
- Diana Ross e the Supremes
- The Temptations
- Martha Reeves and The Vandellas
- Smokey Robinson and The Miracles